# 22299 Georgesteiner
22299 Georgesteiner è un asteroide della fascia principale. Scoperto nel 1990, presenta un'orbita caratterizzata da un semiasse maggiore pari a 2,5342558 UA e da un'eccentricità di 0,0630385, inclinata di 11,41369° rispetto all'eclittica.